# Почтмейстер
Почтме́йстер (происходит от нем. Postmeister) — в дореволюционной России и других странах руководитель, начальник почтового учреждения (почтовой конторы).

## История
Первое упоминание почтмейстера в документах российской почты встречается в 1685 году. Должность первого русского почтмейстера с декабря 1675 года по 1693 год занимал А. А. Виниус (1641—1717).

## Почтмейстерские марки
В истории известны случаи издания так называемых почтмейстерских марок и других почтмейстерских выпусков, когда почтовые марки вводились в обращение отдельными почтмейстерами. Обычно это происходило до начала эмиссии общегосударственных почтовых марок.